# 528997 Tanakatakenori
528997 Tanakatakenori este o planetă minoră (asteroid) din centura de asteroizi. A fost descoperită pe 20 aprilie 2009 la  de Timoer Valerievitsj Krjatsjko⁠(d). 
Obiectul prezintă o orbită caracterizată de o semiaxă mare de 3,0458867749249 UAi, o excentricitate de 0,20971164289631, o înclinație de 5,6791782633151 ° în raport cu ecliptica.